# Tân Lập, Sông Lô
Tân Lập là một xã thuộc huyện Sông Lô, tỉnh Vĩnh Phúc, Việt Nam.
Xã có diện tích 7,25 km², dân số năm 1999 là 4708 người, mật độ dân số đạt 649 người/km².